# Điều lệ Đảng Nhân dân Cách mạng Lào
Điều lệ Đảng Nhân dân Cách mạng Lào tiếng Lào: ກົດລະບຽບ ພັກປະຊາຊົນປະຕິວັດລາວ là văn bản pháp luật của Đảng Nhân dân Cách mạng Lào. Điều lệ quy định các quy tắc tổ chức, nhiệm vụ đảng viên, hệ tư tưởng, tổ chức đảng ở trung ương, tổ chức đảng ở địa phương... Theo các quy định, Đại hội Đại biểu Toàn quốc Đảng Nhân dân Cách mạng Lào là cơ quan lãnh đạo cao nhất của đảng, có thể sửa đổi của quy định của Điều lệ Đảng. Các quy định xác định đặc tính, nhiệm vụ và phương pháp luận của đảng.
Điều lệ Đảng được Đại hội Đảng khóa XI thông qua gồm có 64 điều chia làm 15 chương.

## Các chương
Điều lệ Đảng Nhân dân Cách mạng Lào bao gồm các chương sau:
- Đảng viên
- Nguyên tắc tổ chức và hệ thống tổ chức của Đảng.
- Tổ chức Đảng ở Trung ương
- Tổ chức Đảng ở cấp tỉnh, thủ đô, huyện, thành phố
- Tổ chức Đảng ở cấp ban bộ
- Tổ chức Đảng ở cấp cơ sở
- Đảng lãnh đạo công tác cán bộ
- Đảng lãnh đạo Nhà nước, Mặt trận Lào Xây dựng Đất nước, Hiệp hội Cựu chiến binh, các đoàn thể và tổ chức xã hội
- Đảng lãnh đạo Đoàn Thanh niên Nhân dân Cách mạng Lào
- Đảng lãnh đạo lực lượng quốc phòng - an ninh nhân dân
- Giám sát và Kiểm tra Đảng, Ủy ban Kiểm tra Đảng và Kỷ luật Đảng các cấp
- Công tác biểu dương và kỷ luật Đảng
- Tài chính Đảng, Quản lý và Sử dụng Tài chính Đảng
- Đảng huy và đảng kỳ của Đảng Nhân dân Cách mạng Lào
- Con dấu của Đảng, thi hành, sửa đổi và ban hành Điều lệ Đảng

## Những lần sửa đổi
- Đại hội Đảng lần thứ II (1972): Sửa đổi tên Đảng từ Đảng Nhân dân Lào thành Đảng Nhân dân Cách mạng Lào. Đổi tên Ban chỉ đạo Trung ương Đảng thành Ban Chấp hành Trung ương Đảng; Thường vụ Ban chỉ đạo Trung ương Đảng đổi tên thành Bộ Chính trị Ban Chấp hành Trung ương Đảng; Trưởng ban chỉ đạo Trung ương Đảng được gọi là Tổng Bí thư Ban Chấp hành Trung ương Đảng, thành lập Ban Bí thư Trung ương Đảng.
- Đại hội Đảng lần thứ III (1982)
- Đại hội Đảng lần thứ V (1991): Đổi tên chức vụ Tổng Bí thư Trung ương Đảng thành Chủ tịch Đảng, bỏ Ban Bí thư Trung ương Đảng.
- Đại hội Đảng lần thứ VI (1996): Bổ sung Tư tưởng Kaysone Phomvihane, sửa đổi một số điều về công tác xây dựng đảng.
- Đại hội Đảng lần thứ VIII (2006): Đổi tên chức danh Chủ tịch Đảng thành Tổng Bí thư Trung ương Đảng, thành lập Ban Bí thư Trung ương Đảng.
- Đại hội Đảng lần thứ X (2016)
- Đại hội Đảng lần thứ XI (2021)